# گوزن شمالی

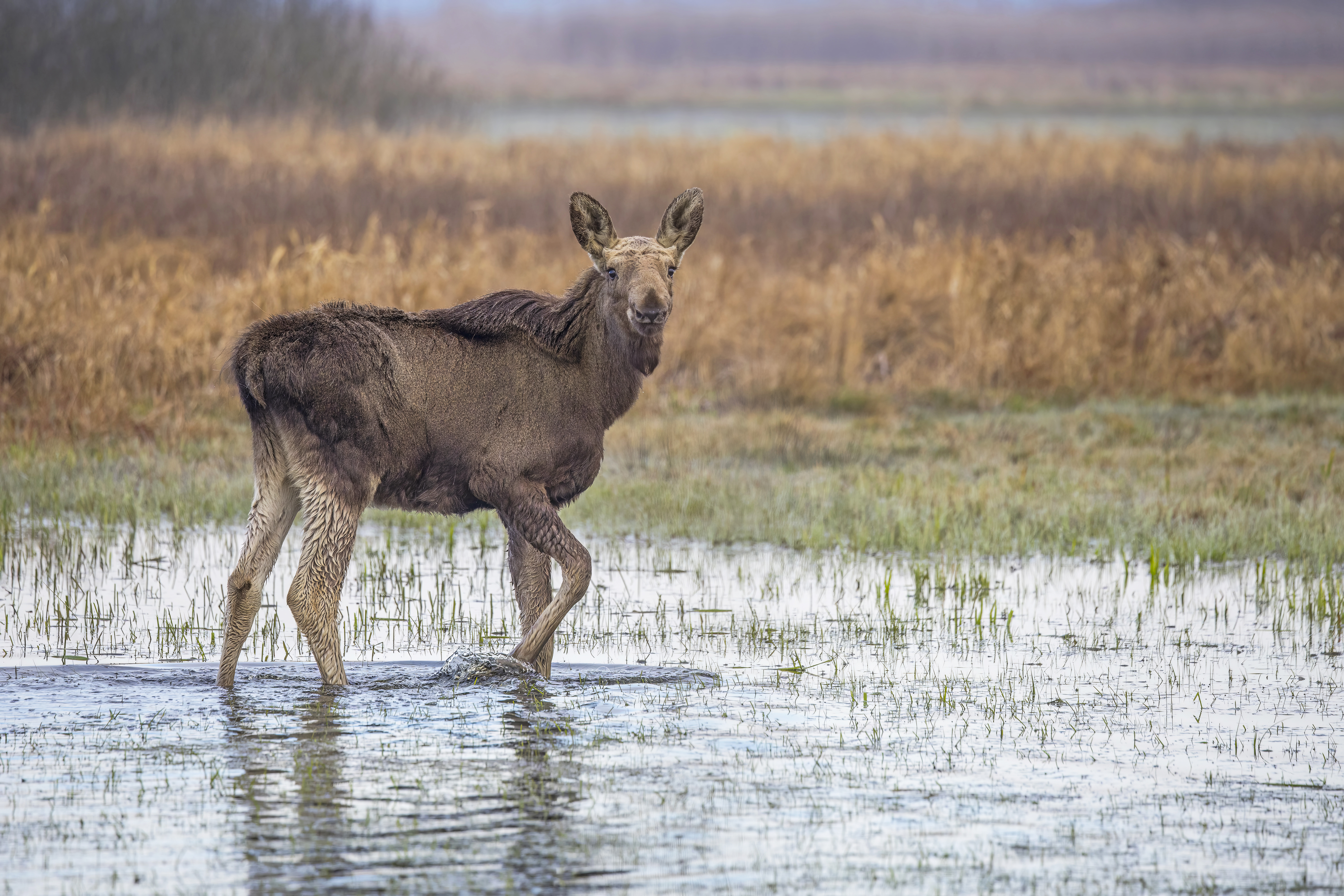
نگاره‌ای از یک گوسالهٔ گوزن شمالی در پارک ملی بیبژا در شمال‌شرقی لهستان. گوساله‌های گوزن شمالی معمولاً در اواخر فصل بهار به دنیا می‌آیند. در هنگام تولد، بدن آن‌ها پوشیده از خز قرمز مایل به قهوه‌ای است و معمولاً در پوشش گیاهی متراکم پنهان می‌شوند تا از شکار شدن در امان بمانند. با رشد گوساله، آن‌ها شروع به پیروی از مادر خود در اطراف تالاب‌ها و مناطق باتلاقی می‌کنند و از گیاهان آبزی، علف‌ها و بوته‌ها تغذیه می‌کنند.

گوزن شمالی که در آمریکای شمالی به کاریبو معروف است از گونهٔ گوزن‌هاست که در توندرای شمالگان و در جنگل‌های شمالی (تایگا) همجوار گروئنلند، اسکاندیناوی، روسیه، آلاسکا و کانادا یافت می‌شود. گوزن‌های شمالی در اروپای شمالی جانورانی اهلی‌شده هستند. دو گونه از این نوع جانور وجود دارد، گوزن‌های شمالی توندرا و گوزن‌های شمالی درختزار. نوع توندرا در رمه‌های بزرگ (که به نیم میلیون رأس می‌رسد) و در یک دورهٔ سالانه، بین توندرا و درخت‌زارها به مسافت ۵٬۰۰۰ کیلومتر کوچ می‌کنند. تعداد گوزن‌های شمالی درختزارها از نوع اول کمتر است.
قد گوزن شمالی بالغ نر به بیش از ۱٫۲ متر رسیده و وزن آن بالغ بر ۵۰۰ کیلوگرم است. گوزن‌های شمالی ماده نسبتاً کوچک‌ترند و هر دو جنس نر و ماده دارای شاخ هستند. در فصل تابستان گله‌های گوزن شمالی عمدتاً متشکل از گوزن‌های ماده و بچه گوزن‌اند. در فصل پاییز گوزن‌های نر بالغ منزوی به آنان پیوسته و با هم بر سر گرد آوردن گروهی از گوزن‌های ماده برای جفت‌گیری مبارز می‌کنند.
برخی از زیرگونه‌ها نادر هستند و حداقل دو مورد منقرض شده‌اند: جزایر ملکه شارلوت در کانادا و گوزن شمالی قطبی از شرق گرینلند. از نظر تاریخی، گستره کاریبوهای جنگلی ساکن شمالی بیش از نیمی از کانادا را در بر می‌گرفت و به ایالت‌های شمالی کاریبوی جنگلی ایالات متحده پیوسته از بیشتر محدوده جنوبی اصلی خود ناپدید شده و در سال ۲۰۰۲ توسط کمیته در معرض خطر قرار گرفتند. وضعیت حیات وحش در خطر انقراض در کانادا (COSEWIC). Environment Canada در سال ۲۰۱۱ گزارش داد که تقریباً 34000 caribou جنگلی شمالی در ۵۱ محدوده باقی مانده در کانادا وجود دارد (Environment Canada, 2011b). گله‌های گوزن شمالی تاندرا سیبری در حال کاهش است و Rangifer tarandus از نظر IUCN آسیب‌پذیر است.
گوزن‌های شمالی نر و ماده می‌توانند سالانه شاخ پرورش دهند، اگرچه نسبت ماده‌هایی که شاخ می‌رویند بین جمعیت و فصل بسیار متفاوت است. شاخ‌ها معمولاً در نرها بزرگتر هستند. در افسانه سنتی کریسمس، گوزن شمالی بابانوئل سورتمه‌ای را در آسمان شب می‌کشد تا به بابانوئل کمک کند تا در شب کریسمس هدایایی را به بچه‌های خوب تحویل دهد.

## گوزن شمالی بابانوئل
در سراسر جهان، علاقه عمومی به گوزن شمالی در دوره کریسمس به اوج می‌رسد. طبق افسانه‌های عامیانه، سورتمه بابانوئل توسط گوزن‌های شمالی پرنده کشیده می‌شود. اینها اولین بار در شعر سال ۱۸۲۳ «بازدید از سنت نیکلاس» نامگذاری شدند.